# Diaethria clymena
Diaethria clymena – motyl dzienny z rodziny rusałkowatych (Nymphalidae).

## Cechy zewnętrzne

### Wygląd
Rozpiętość skrzydeł 4–5 cm. Przednie skrzydła intensywnie pomarańczowe, okrążone czarnymi i białymi smugami. Tylne skrzydła o charakterystycznym, czarno-białym rysunku przypominającym liczbę "88". Samice i samce bardzo podobne do siebie. Zielono-żółta gąsienica z kolcami.

## Występowanie
Ameryka Południowa (Brazylia, Peru, Gwatemala).